# Камбу де Куален, Арман дю
Арман дю Камбу де Куален (фр. Armand du Cambout, duc de Coislin; 1 сентября 1635, Париж — 16 сентября 1702, Париж) — французский военачальник, генерал-лейтенант королевских войск Франции, герцог Куален, пэра Франции, прево Парижа, член Французской академии (кресло № 25) с 1652 по 1702 год.

## Биография
Родился в аристократической бретонской семье. Сын Генерал-полковника швейцарской гвардии и графини Креси. Родственник кардинала Ришельё.
В 1652 году в возрасте 16 с половиной лет был избран членом Французской академии.
Первый герцог Куален (1663—1702), барон Поншато и Ла-Рош-Бернар. Участник коронации короля Франции Людовика XIV.
С августа 1669 по 1685 года — прево Парижа.
Кавалер ордена Святого Духа с декабря 1688 года.
Имел шестеро детей, среди которых были Анри Шарль дю Камбу де Куален (1664—1732), епископ Мецкий, пэр Франции, член Французской академии  и Пьер дю Камбу (1664—1710), член Французской академии.
Похоронен в соборе Сен-Дени.